# Райнер Зайферт
Райнер Зайферт (нім. Rainer Seifert, 10 грудня 1947) — німецький хокеїст на траві.
Олімпійський чемпіон 1972 року, учасник 1976 року.